# Lars Ziörjen

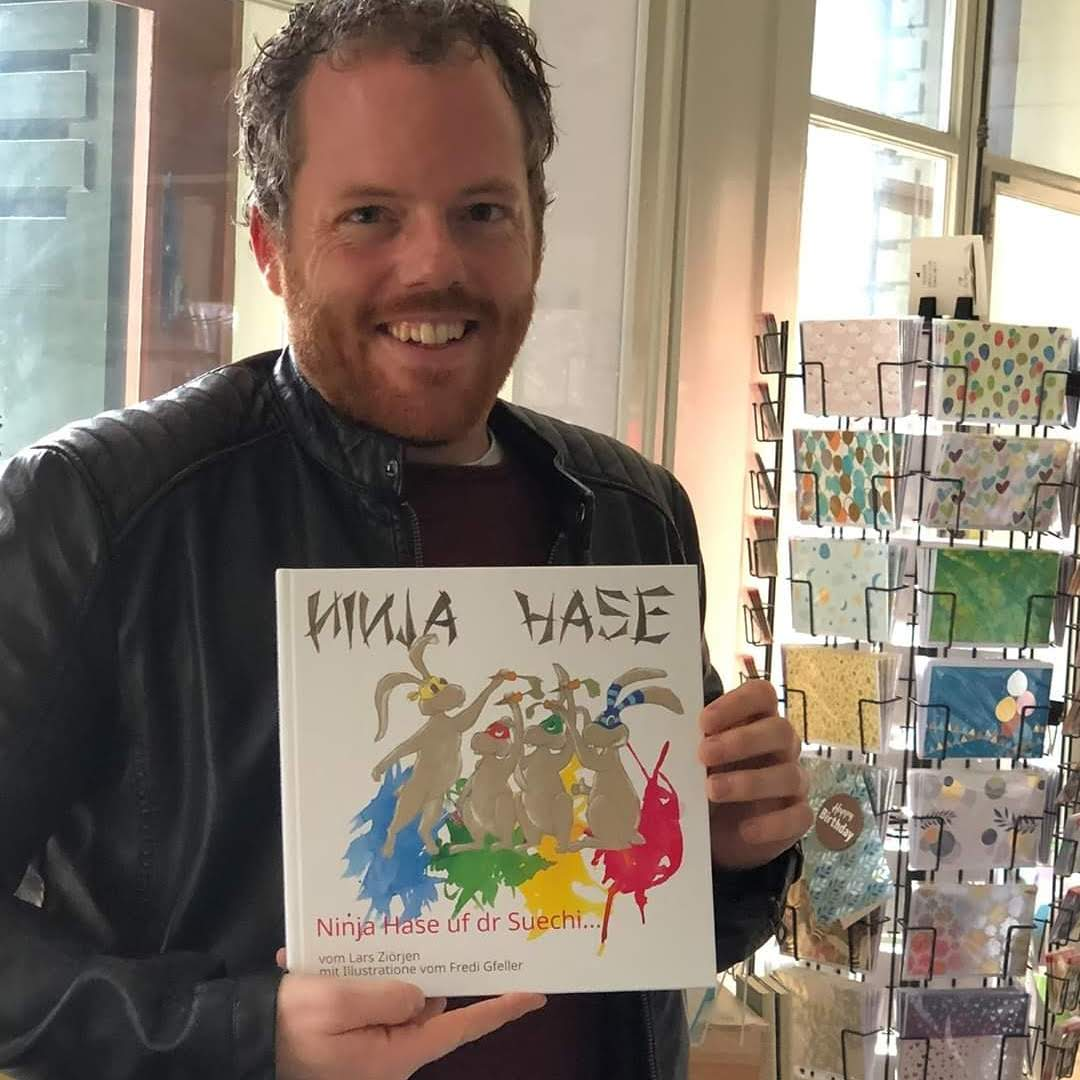
Lars Ziörjen (2020)

Lars Ziörjen (* 8. März 1983 in Bern) ist ein Schweizer Autor, Keynote Speaker, Podcast-Entwickler und Gründer des Vereins Chinderzytig.

## Leben und Arbeit
Lars Ziörjen wurde in Bern in geboren, wuchs in Kirchberg auf und ist Vater zweier Kinder. Nach Erlangen der Maturität am Literargymnasium Bern-Neufeld und einer Findungsphase studierte er an der PHBern und arbeitete als Lehrkraft und Schulleiter. Aus dem Schulkontext heraus entstand die Idee für das Kinderbuch Ninja Hase uf dr Suechi, das 2020 im Verlag Einfach Lesen in Bern erschien. Im Dezember 2020 veröffentlichte Lars Ziörjen das Hörbuch Ninja Hase uf dr Suechi nach de YB-Fans, dessen Erlös einem karitativen Zweck zugutekam. Sein neustes Produkt als Autor und Speaker ist der Podcast «wortfinder».
Gegenwärtig arbeitet Lars Ziörjen als Coach Erwachsenenbildner, Dozent für Kommunikation und als Geschäftsführer der Chinderzytig, die er mit dem Ziel, alltägliches Wissen und globale Geschehnisse in einfache Worte zu verpacken und Kindern, Jugendlichen, Fremdsprachigen und Interessierten einfach verständlich aufzubereiten und dadurch die Demokratiefähigkeit und individuelle Meinungsbildung zu fördern, im Jahr 2019 gegründet hat.

## Publikationen
- Podcast wortfinder.
- Roman zusammenhängender Kurzgeschichten: Arven – Das Leben gehört zum Sterben dazu. ISBN 978-3-756-83811-0.
- Lebensbegleitung: Du kannst - Veränderungen im Leben annehmen. ISBN 978-3-7543-4215-2.
- Hörbuch: Ninja Hase uf dr Suechi nach de YB-Fans. In Kooperation mit dem BSC Young Boys Bern.
- Kinderbuch: Ninja Hase uf dr Suechi. ISBN 978-3-906860-17-6.